# イルミネイテッドカー (ブラックプール・トラム)

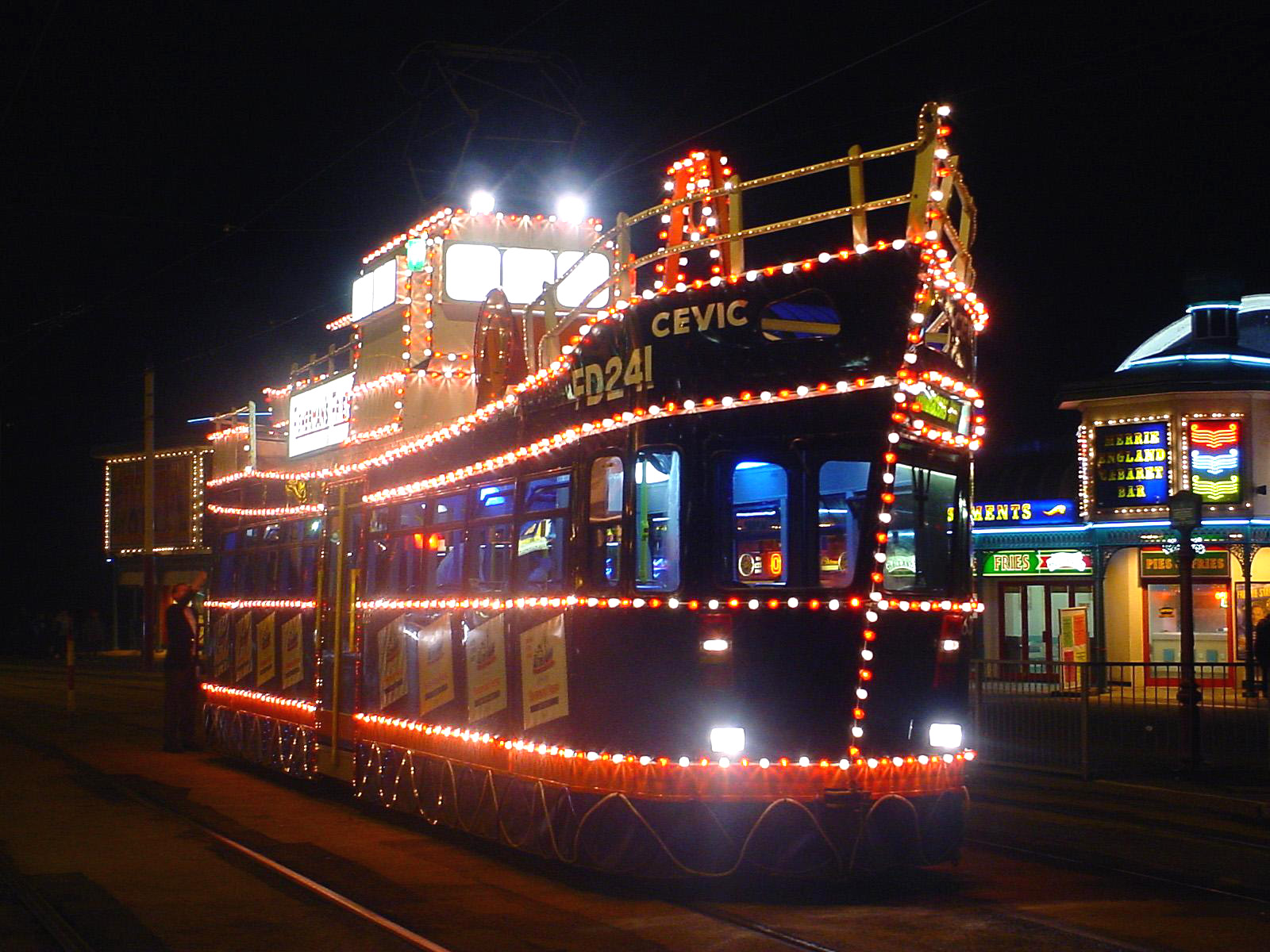
電飾が光る特別車両「トローカー（Trawker）
（2006年撮影）」

この項目では、イギリス・ブラックプールの路面電車であるブラックプール・トラムに在籍する、装飾が施されている特別車両（Illuminated Car）について解説する。毎年秋季のブラックプール市内のイルミネーションの開催に合わせて運行を実施しており、2024年時点で現存する車両は船舶や蒸気機関車列車を模した特殊な車体を有している。

## 概要
イギリスを代表する保養地として知られるブラックプールでは、1912年5月にルイーズ王女がイギリス王室関係者として初めてブラックプールを訪れた際の電飾によるイルミネーションが評判を呼んだことをきっかけに、二度の世界大戦による中断期を除き、毎年秋季に街の各地に豪華な電飾によるイルミネーションが施されるのが恒例となっている。ブラックプールに現存する路面電車であるブラックプール・トラムでも、第一次世界大戦の影響による中断から再開された1925年以降イルミネーションが施された車両の運行が行われている。特に1959年に登場した「ブラックプール・ベル（Blackpool Belle）」以降の車両は乗客を乗せた営業運転が可能な設計となっていた。
これらの車両はブラックプール・トラムに在籍する他の旧型電車と共に「ヘリテイジ・トラム」に位置づけられていたが、メンテナンスの困難さや車両基地の収容力の都合、そして延伸に伴う新たな安全装置の導入に伴い、2024年12月をもって他の「ヘリテイジ・トラム」と共に運行の停止が発表された。しかし、これは当初から一時的なものであると発表されており、2025年10月に実施されるイルミネーションへ向けた修繕を経て、他の旧型電車と共に運用への復帰が予定されている。

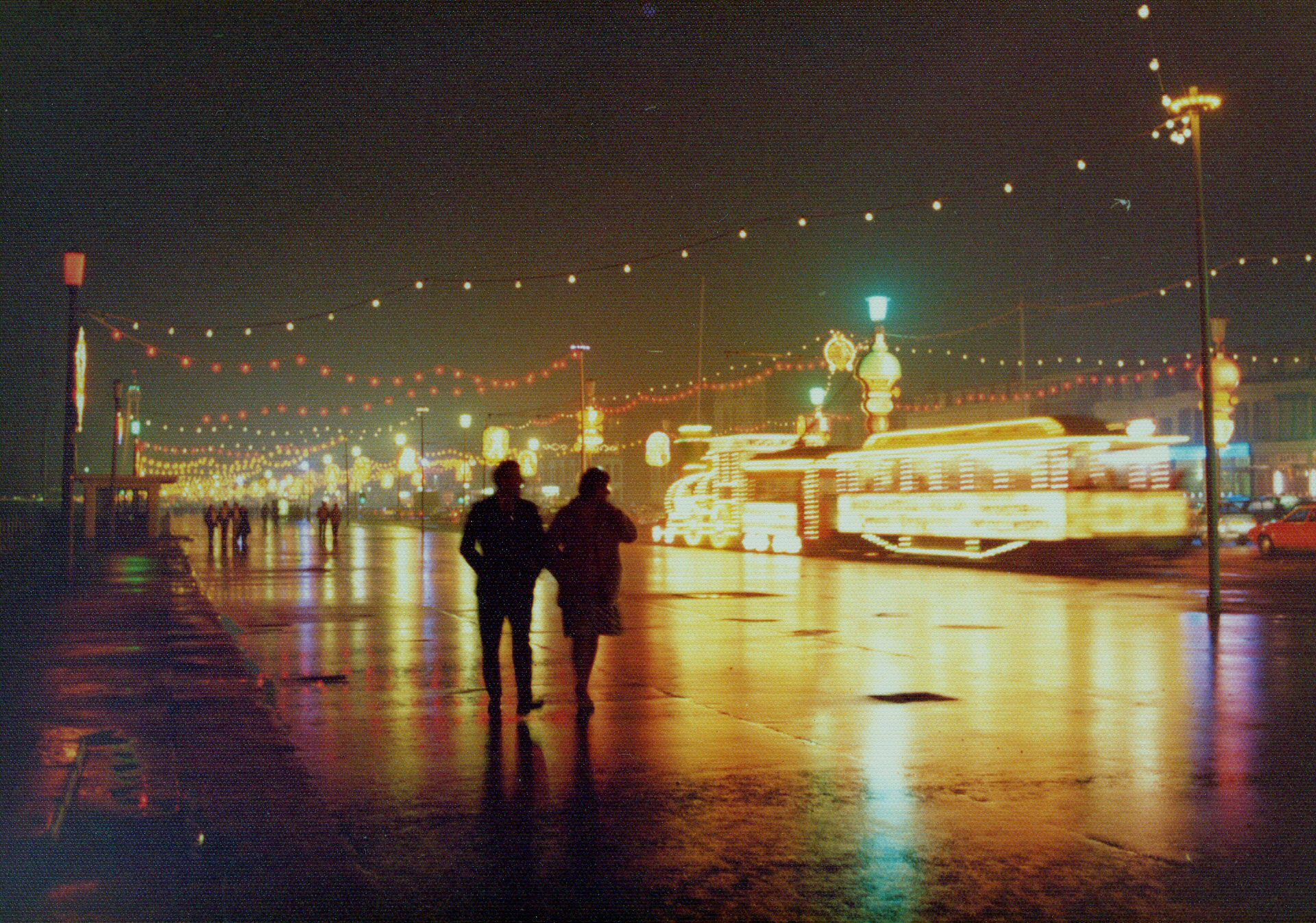
ブラックプール市内のイルミネーションと特別列車

## 車種

### 1950年代以前の車両
ブラックプール・トラムで初めて電球による装飾（イルミネーション）が実施されたのは、1912年のルイーズ王女によるブラックプール訪問の際に実施されたパレードで、2階建て車両「スタンダード・カー（Standard car）」の1両（68）が対象となった。その後、この車両はイルミネーション用車両として1925年のイルミネーション車両の本格的な運行開始から1936年まで運行された。
一方、イルミネーション列車の本格的な運行開始に合わせ、既存の車両（2軸車）を改造し船舶を模した車体を載せた「ゴンドラ（Gondola）」が1925年、「ライフボート（Lifeboat）」が1926年から導入され、後述する新型車両へ代替される1960年代初頭（ゴンドラ：1962年運行終了、ライフボート：1961年運行終了）まで使用された。
また、1937年には2階建て電車「バルーン」を模した車体を有する「プログレス（Progress）」が登場した。第二次世界大戦中は「バンドワゴン（Bandwagon）」としてイギリス国民への戦意高揚や寄付を呼び掛ける広告電車として用いられ、戦後は再度「プログレス」として1958年まで運行され翌1959年に廃車された。

### ブラックプール・ベル（Blackpool Belle、731）
オープンデッキの車両「トーストラック（Toastrack）（163、165）」の台車や機器を流用する形で製造された、内部に乗客を乗せる事が本格的に可能となった初の車両。アメリカ合衆国・ミシシッピ川を渡る外輪船がモチーフの車体を有した1階建ての車両で、定員数は33人であった。1959年から営業運転を開始し、ブラックプール市内のイルミネーションに合わせて秋季に営業運転を行ったが、定員数の少なさや台枠の劣化により1979年に実施された鉄道愛好家による貸し切り運転を最後に営業運転を離脱した。その後はアメリカ合衆国へ輸出され、動力システムの試験に使用された後破棄されたため2024年時点は存在しない。

### ロケット（Rocket、732）
1階建て電車「パンタグラフ（Pantograph）（168）」の機器を用いて1961年に製造された片運転台式の車両。当時の宇宙開発競争の影響を受けた、宇宙ロケットと運転台が設置された輸送車両の双方を組み合わせたデザインが特徴で、46人分の座席が存在する客室は斜め30度に設置された宇宙ロケット部分に存在した。イルミネーションの時期に合わせて営業運転を実施していたが、配線の劣化が原因となり1999年に営業運転を離脱した。2024年現在はブラックプール・トラムの車庫に保管されている。

### ウエスタン・トレイン（Western Train、733＋734）

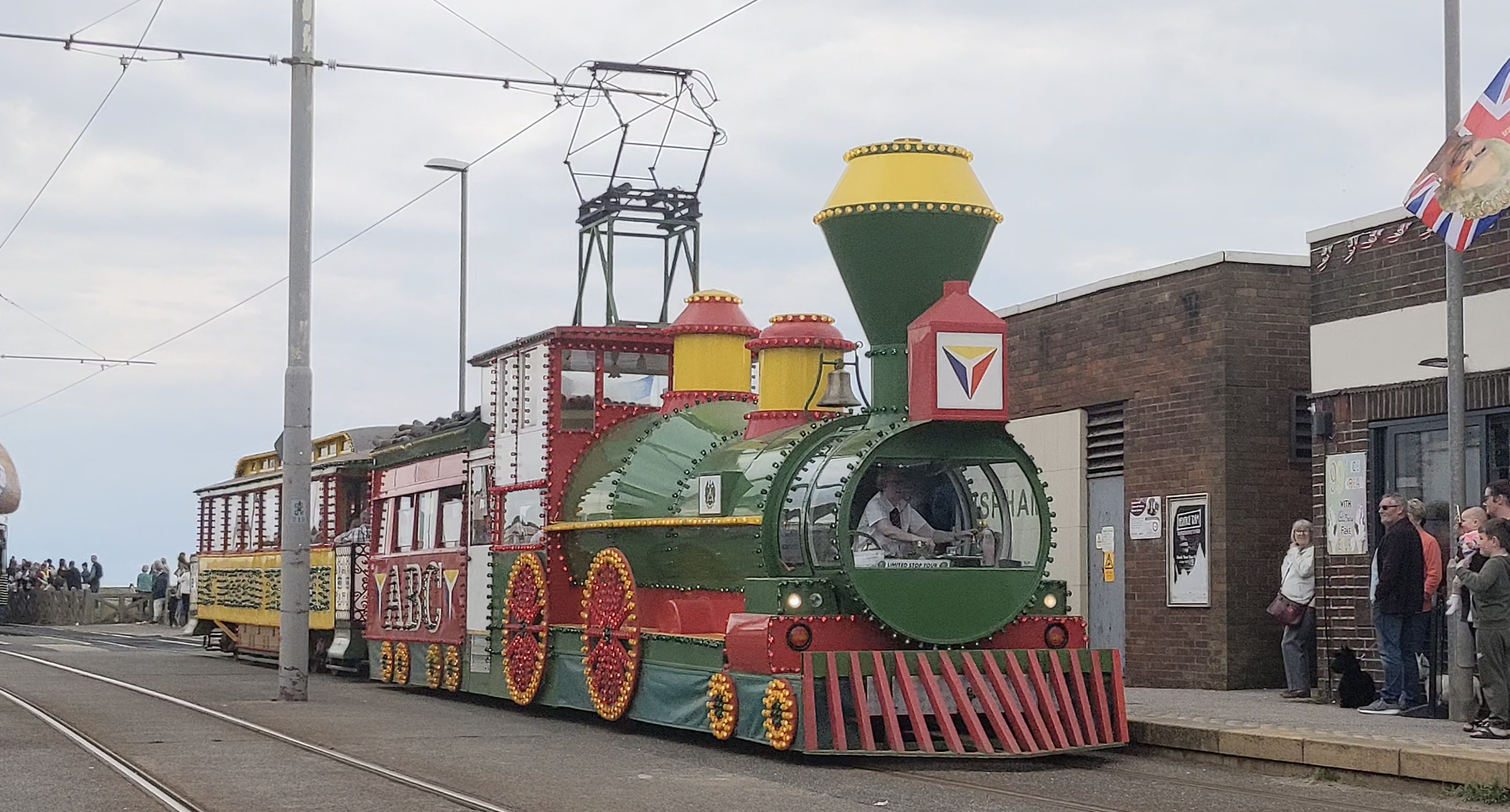
ウエスタン・トレイン（2022年撮影）

西部劇を題材にした映像作品に登場する蒸気機関車が牽引する列車を模した車体を有する、1962年に営業運転を開始した列車。蒸気機関車を模した前方の車両（733）は1930年代に製造された1階建て電車「イングリッシュ・エレクトリック・レールコーチ（English Electric Railcoach）（209）」の台枠や台車、電気機器を用いた一方、客車を模した後方の車両（734）は「パンタグラフ（174）」から運転台や主電動機などの機器の撤去を含む改造が実施された。運転室は蒸気機関車の前方の「煙室」にあたる部分に設けられており、乗客は後方の客車（着席定員48人＋立席6人）に加え炭水車にあたる部分（着席定員35人）にも乗車可能である。
老朽化のため1999年に一時運用を離脱し、一時は解体の危機に瀕した時期もあったが、運用継続を望む声を受け、宝くじ基金を用いた大規模な修繕工事が2007年から2009年にかけて行われた。これに合わせ、バリアフリーへの適合に加え「客車（734）」の内装の「パンタグラフ」時代への復元が実施されている。以降は「イルミネーション・カー」の一員として運行が実施されており、2020年にも再度更新工事が施されている。

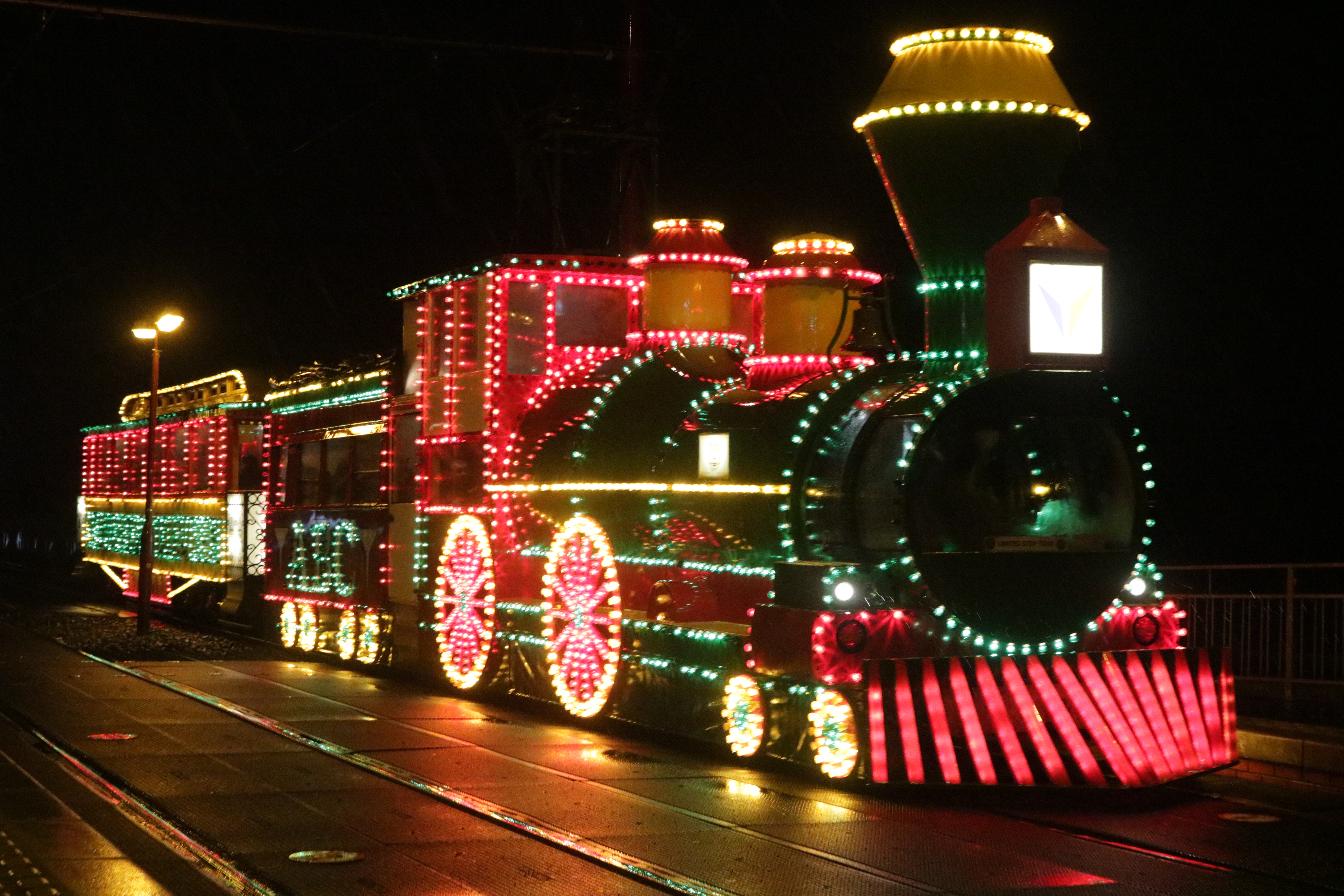
夜間に走行する「ウエスタン・トレイン」（2019年撮影）
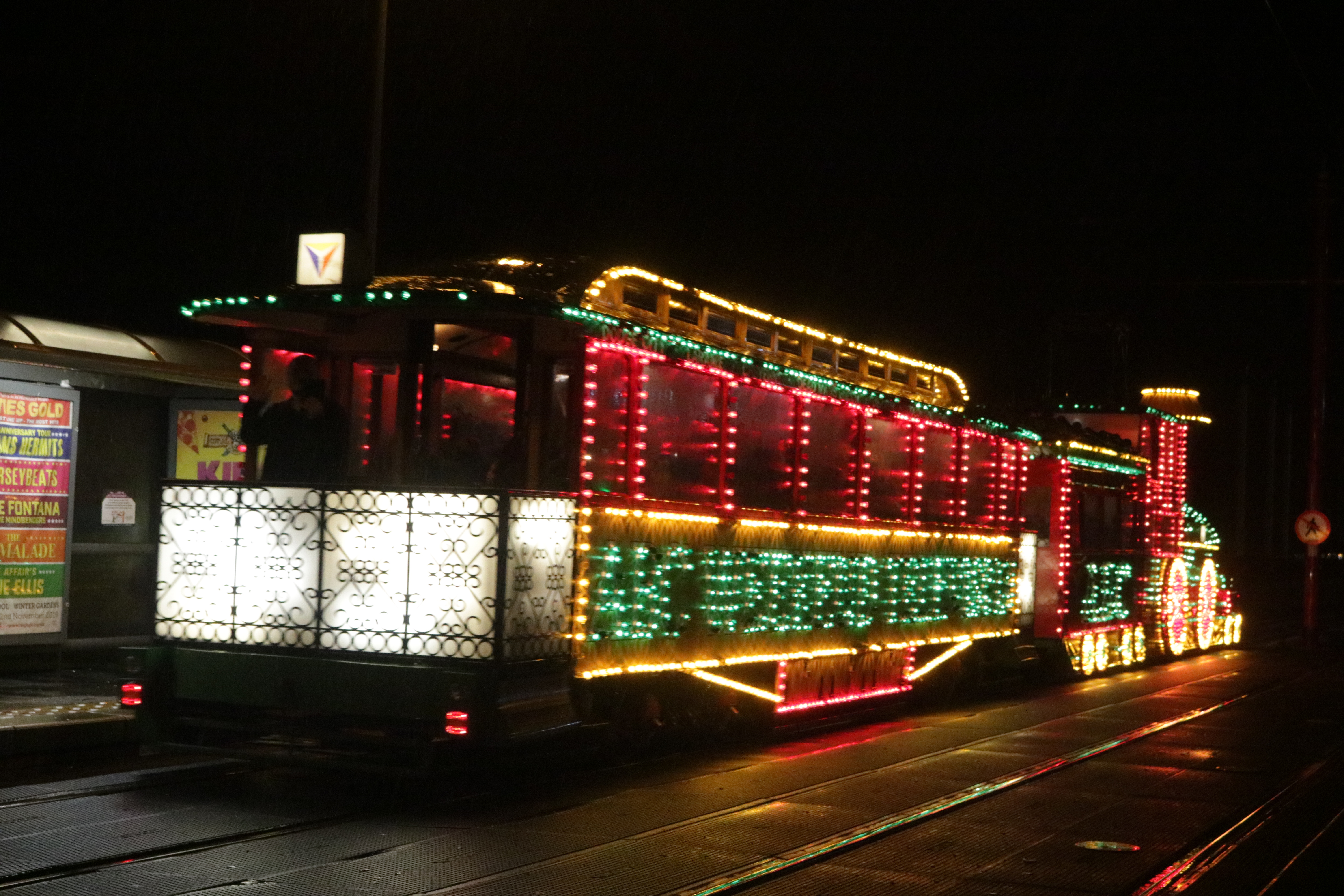
客車を模した734（2019年撮影）

### ホバートラム（Hovertram、735）

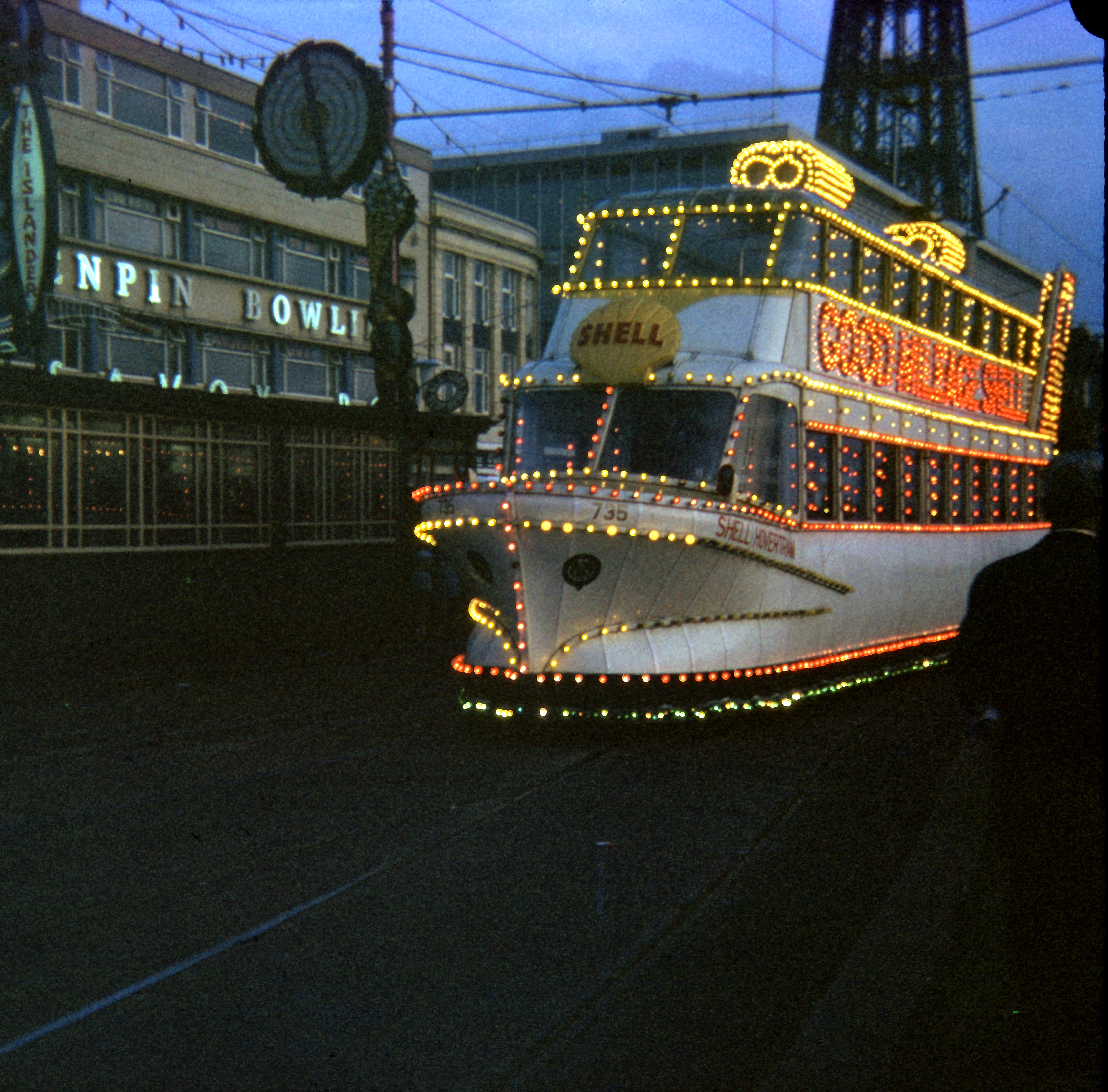
「ホバートラム」（1980年代頃撮影）

1階建て電車「イングリッシュ・エレクトリック・レールコーチ（222）」の台枠などの機器を用いて製造された車両。ホバークラフトを模した車体を有しており、着席定員数99人（1階57人、2階42人）の2階建て車体への改造が実施された。1963年から営業運転を開始し、大規模な修繕工事が必要となった結果運用を離脱した2001年まで使用された後、複数の博物館での保存を経て2016年以降はブラックプールで将来の営業運転の復帰を目標とした保存が実施されている。

### フリーゲート（Frigate、736）

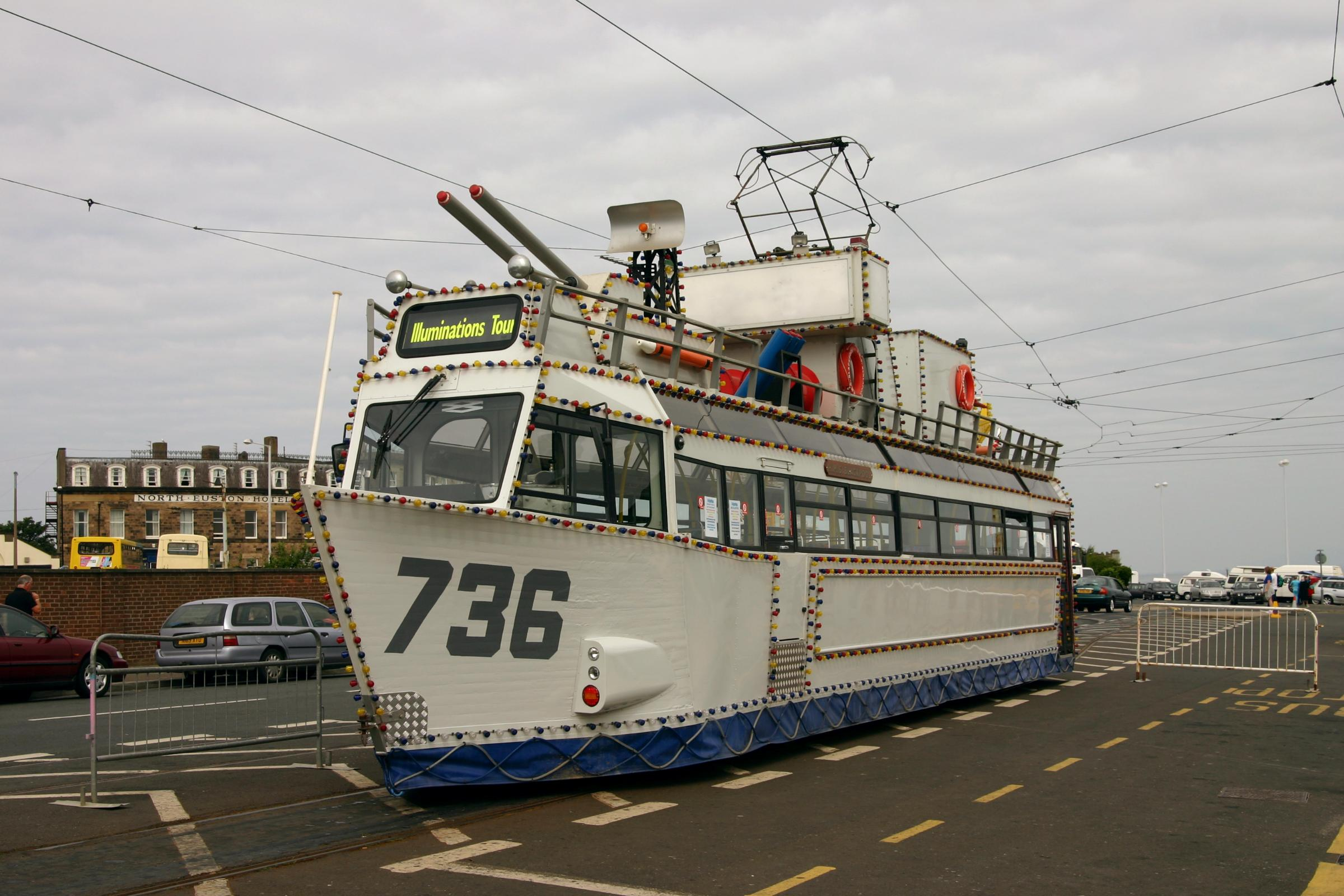
「フリゲート」（2006年撮影）

「ブラックプール」と言う名を持つイギリス海軍のフリゲート艦にちなみ、「パンタグラフ（170）」の台車や機器を流用し軍艦型の車体を組み合わせる形で1965年に製造された車両。イルミネーション時の運行に加えて「ヘリテイジ・ツアー（Heritage Tour）」を始めとした日中の特別運用にも対応した車両として使用されており、2003年から2004年および2019年から2020年にかけて更新工事が実施されている。定員は71人である。

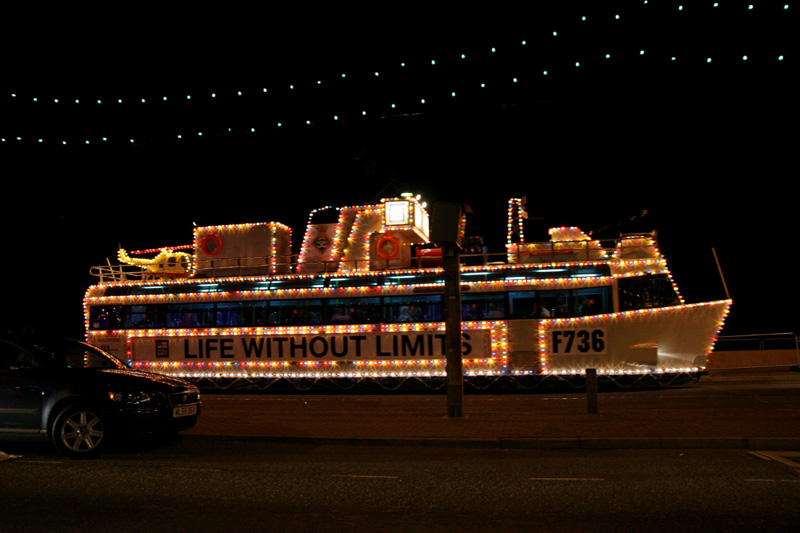
夜間に走行する「フリゲート」（2008年撮影）

### トローカー（Trawker、737）

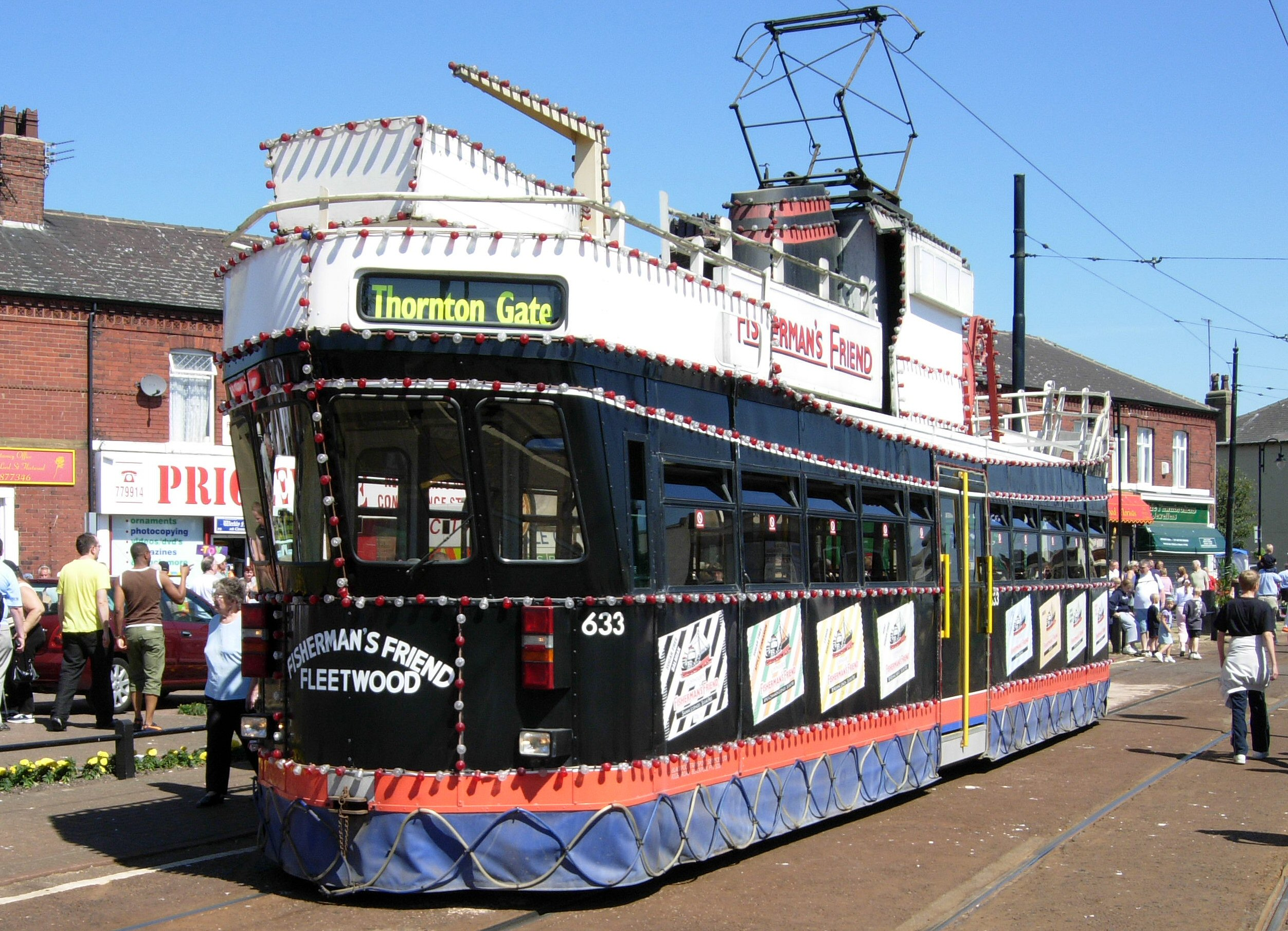
「トローカー」（2006年撮影）

1階建て電車「ブラッシュ・レールコーチ（Brush Railcoach）」のうち1両（633）を改造する形で製造された車両。トロール船を模した車体は、スポンサーとなったロフトハウス社が展開するトローチ「フィッシャーマンズ・フレンド」のシンボルにちなんだものである。改造当初車両番号の変更は行われなかったが、2008年に「737」への変更が実施されている。
2001年から営業運転を開始し、ブラックプール・トラムの大規模な近代化が行われる前には日中の定期運転に使用される事もあった。その後も継続してイルミネーションの時期の特別列車や「ヘリテイジ・ツアー」に用いられており、2016年には照明・電飾のLED化を始めとした更新工事が行われている。

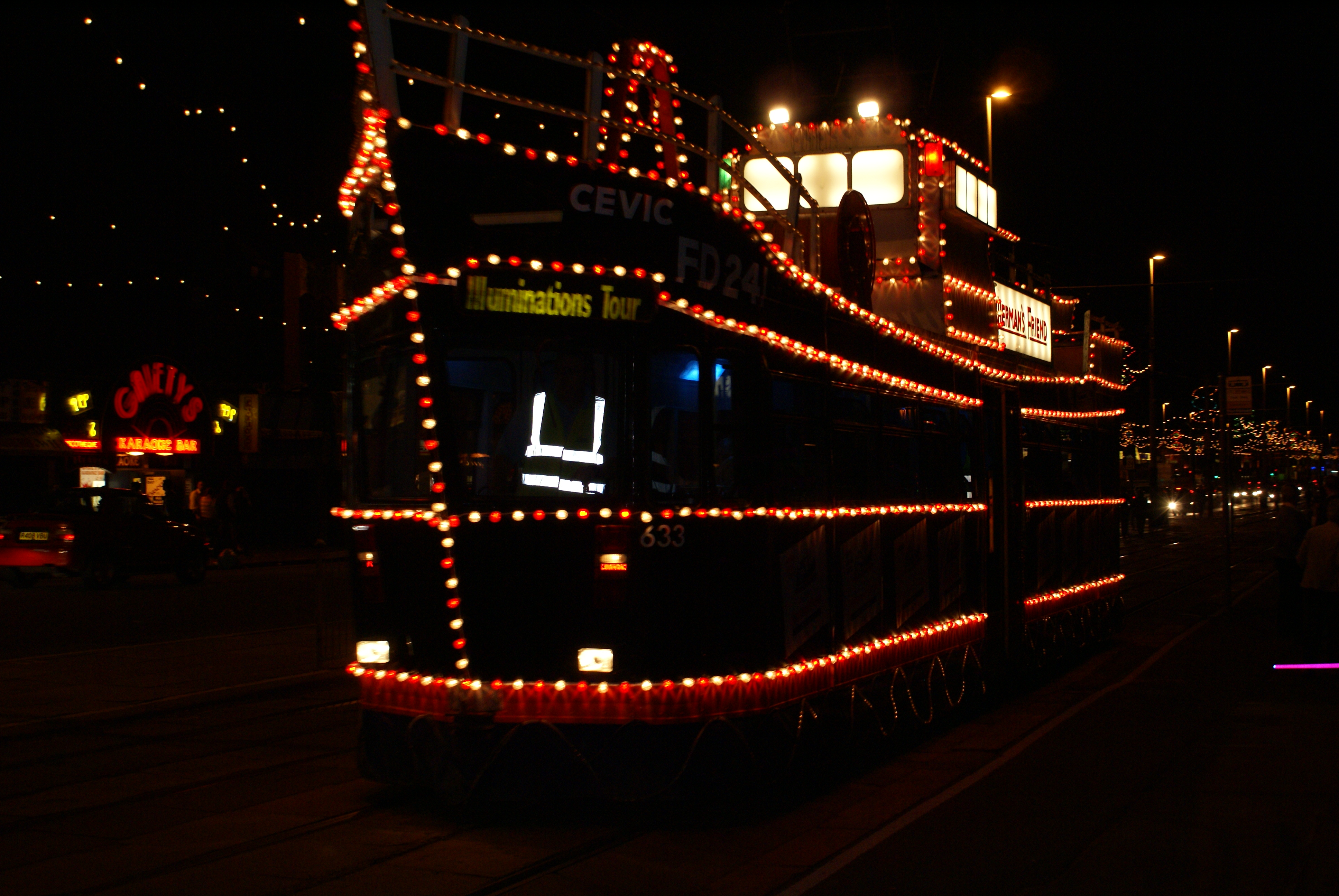
夜間に走行する「トローカー」（2007年撮影）